# هانز مارساليك

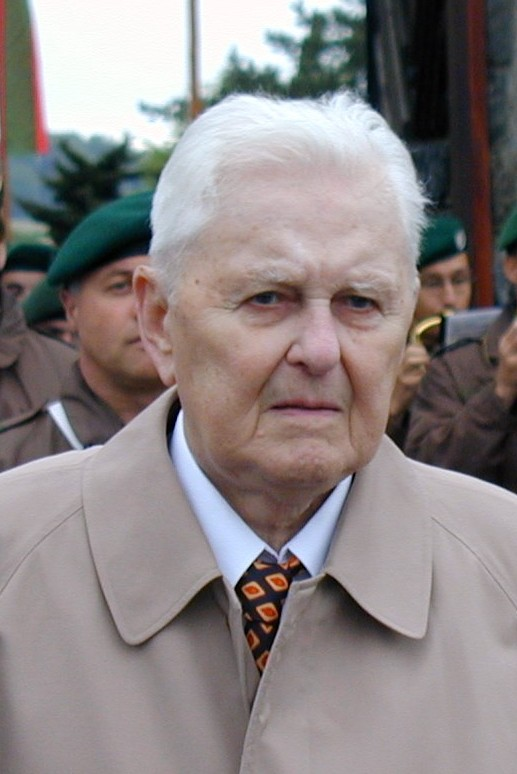
هانز مارساليك في عام 2001

هانس مارساليك (بالألمانية: Hans Maršálek)‏ (9 ديسمبر 2011 19 يوليو 1914) طباع نمساوي، وناشط سياسي ومؤرخ. اشتراكي متدين ونشط في المقاومة، اعتقله النازيون وتم سجنه في محتشد ماوتهاوزن. بعد الحرب، انضم إلى الشرطة السياسية النمساوية وكان له دور فعال في تعقب وإدانة العديد من المجرمين النازيين. كما أصبح المؤرخ الرئيسي لتاريخ المخيم، وساعد في إنشاء متحف ماوتهاوزن التذكاري، ونشر العديد من الكتب.

## حياته
ولد مارساليك في 19 يوليو 1914 في فيينا لعائلة من الجيل الأول من المهاجرين التشيكيين. كان والده بنائا، وكانت والدته تعمل كخادمة.  عاشت الأسرة في هيرنالز، وهي منطقة الطبقة العاملة، في ظروف متواضعة. كان كلا الوالدين عضوين في الحزب الاشتراكي الديمقراطي. تم انتخاب والد مارساليك في نهاية المطاف لمجلس مقاطعة هيرنالز على بطاقة اشتراكية ديمقراطية. 

## ألمانيا النازية
بعد اندماج النمسا عام 1938 في ألمانيا النازية، فر مارشاليك إلى براغ لكنه ظل نشطًا سياسيًا في مجتمع المغتربين الديمقراطيين الاجتماعيين. بعد الاحتلال الألماني لتشيكوسلوفاكيا في عام 1939، انضم إلى المقاومة الشيوعية.   خلال العامين التاليين، كان نشاطه الرئيسي هو مساعدة المنشقين الألمان والنمساويين على الفرار من الرايخ. 
في عام 1941، أُعيد مارشاليك إلى فيينا بهدف إيجاد وتجنيد جنود الفيرماخت ذوي الميول الشيوعية. على الرغم من ثروته من الاتصالات القديمة ومساعدة صديقته فيينا، آنا فافاك، كانت الرحلة فاشلة. كان السكان لا يزالون مفتونين بالحركة النازية. حتى معظم المعارضين النازيين السابقين أصيبوا بالفتنة وتجنبوا مارشاليك، مبررين أن النازية قد تكون مقيتة ولكن المقاومة لا معنى لها. بملاحظة أنه يبدو أن الجميع غيره مقتنع بأن النازيين سينتصرون تمامًا، شكك مارساليك أحيانًا في سلامة عقله. هزم وذل، عاد إلى براغ في أغسطس 1941.  

## الموت

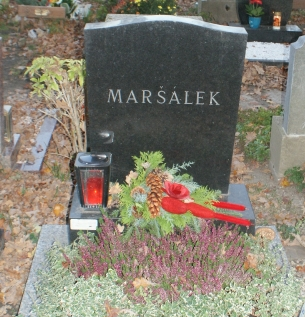
Feuerhalle Simmering، قبر هانز مارساليك

توفي مارساليك في 9 ديسمبر 2011 في فيينا.  تم حرقه في Feuerhalle Simmering، حيث تم أيضًا دفن رماده.